# سنته (سقز)
سنته(به کردی: سونەتە، Sunete) شهری از توابع بخش امام شهرستان سقز در استان کردستان ایران قرار دارد.

## تاریخچه
سنته در اصل در مکان امروزی خودش نبوده‌است حدود ۶۰۰ تا ۶۵۰ سال پیش در قسمتی که هم‌اکنون نیز به عنوان (سو نه ته کون) یا همان سنته کهنه مشهور است قرار داشته‌است با توجه اینکه مکان الان باز تر و دارای آب بیشتر بوده به این مکان نقل مکان شده‌است.
نام سنته در اصل ساینته بوده که پس از حضور اعراب در ایران تعریب شده و به سنته تبدیل شده‌است واژه ساینته در کردی اوستایی به معنی آشیان عقاب می‌باشد. در محل قدیمی بنای سنته کوهی واقع است که در حال حاضر هم به نام (هیلان هه لو) به معنی آشیان عقاب شناخته می‌شود. بر روی این کوه صخره‌ای بزرگ به نام (برده قوت) قرار گرفته‌است که هم‌اکنون هم آشیانه عقاب بر روی آن وجود دارد.
در محل بنای قدیمی شهر دره‌ای به نام دره کردان وجود دارد که درختان گردوی بسیار تنومند و کهنه سالی در آن قرار دارد.در پشت این درختان و در دره‌ای سر سبز و دارای چشمه‌های زیاد هنوز هم اثراتی از دیواچینی خانه‌های قدیمی که احتمال میرود بیش از 600 سال قدمت داشته باشند قرار دارد.در بالا دست این دره کوه بلند و سر به فلک کشیده‌ای از کوه‌های همیشه زیبای زاگرس قرار به نام محلی بنن قرار گرفته که هنوز هم محل‌هایی که در گذشته‌های دور از آن به عنوان یخچال برف را نگه میداشتند باقی مانده‌است.
در شهر سنته اثرات تایخی و باستانی متعددی وجود دارد که نشان از بیشینه تایخی مهم این منطقه دارد که آن‌ها می‌توان به 3 قسمت تقسیم بندی کرد:
1- مزیوره:این قسمت در شرق شهر و کنار جاده اصلی سقز به سنندج در مزرعه‌ای به همین نام قرار گرفته‌است.از نظر لغوی ریشه در زیور و جواهرات دارد. در این قسمت قبرستان قدیمی پیش از اسلام قرار دارد که در حال حاضر متأسفانه مورد تاراج سودجویان آثار باستانی قرار گرفته‌است این مکان در مزرعه‌ای به نام میان توه نان و در قسمت شمال غربی مزیوره قرار دارد قبرها به وضوح نماینگر قدمت آنهاست. در جنوب این قبرها تپه‌ای تاریخی به نام تپه دا(dea) قرار دارد که در چند سال اخیر ساختمان مرغداری بر آن بنا شد. در وسط این تپه و در داخل باغ انگوری در آن دیواری سنگ چین شروع می‌شود به طول بیش از 500 متر که تا داخل مزیوره ادامه دارد این دیوار در بعضی نقاط به‌طور واضح دیده می‌شود.گفته می‌شود که این تمدن هم‌زمان با تمدن قلعه زیوه و زمان مادها می‌باشد.
2- در قسمت شمال غرب شهر مزرعه‌ای به نام عرب شهر واقع شده‌است در این قسمت نیز سودجویان آثار باستانی حفارهایی را انجام داده‌اند که قبرها و اثراتی از زندگی قدیمی بشر در این نقطه را نشان می‌دهد.
3- همانطور که در توضیحات اولیه آمده‌است در قسمت اولیه سنته به اسم سنته کون یا سنته کهن اثراتی به شرح آمده قرار دارد.
شایان ذکر است که از سال 98 این شهر به عنوان یکی از شهرهای تابعه شهرستان سقز معرفی گردیده است.
کشاورزان و کشاورزی سنته بسیار بهتر از روستاهای اطراف انجام میگردد و مردم آن روی به کشاورزی مکانیزه نموده اند به گونه ای که از یک زمین یکسان محصول بیشتری را برداشت میکنند

## جمعیت
این شهر در دهستان امام واقع شده و براساس سرشماری سال ۱۳۹۵، جمعیت آن ۸۰۵ تن (۲۳۱ خانوار) بوده‌است.

زیارتگاه سید احمد

## شخص‌ها و زیارتگاههای سنته
- ۱- زیارتگاه سید احمد (که باسازی آن توسط کریم رحمن پور بوده‌است)
- ۲- سوفی رجب
- ۳- پیر احمد
- ۴- پیر وشیر
- ۵- شیخ میکائیل

## عکس‌هایی از شهر سنته

نمای رو به رو سنته
نمای دوم
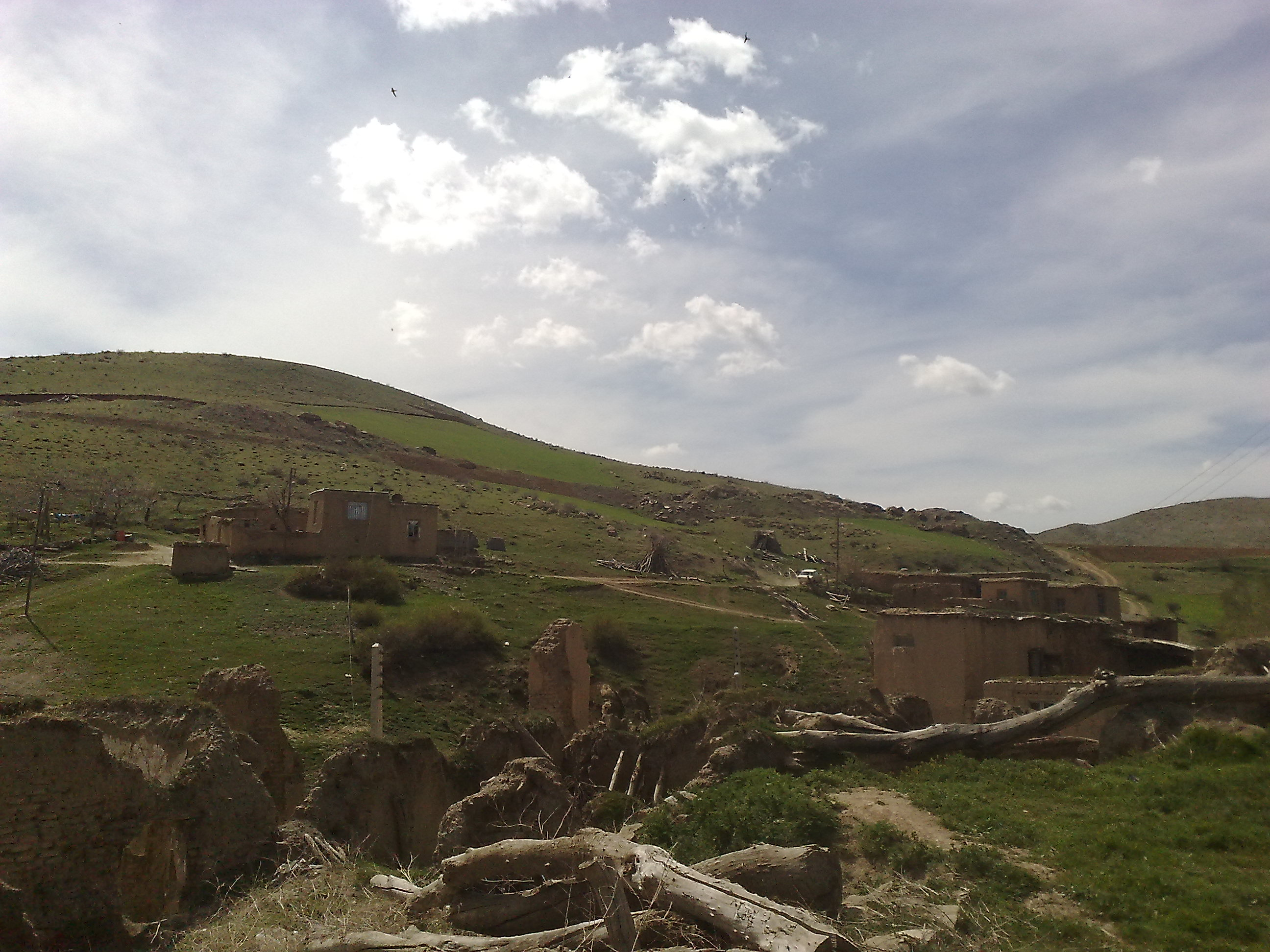
سنته قدیم
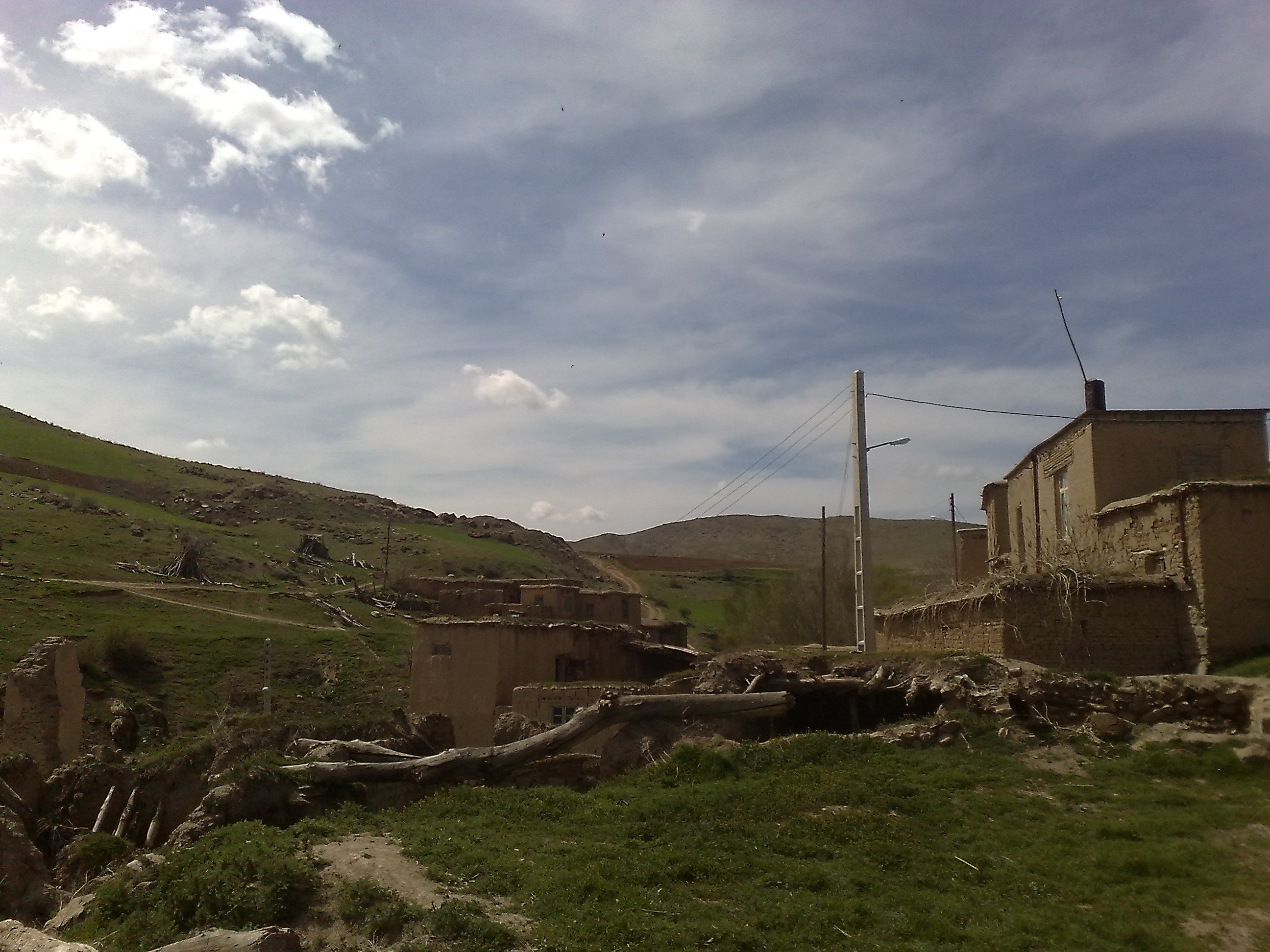
سنته قدیم
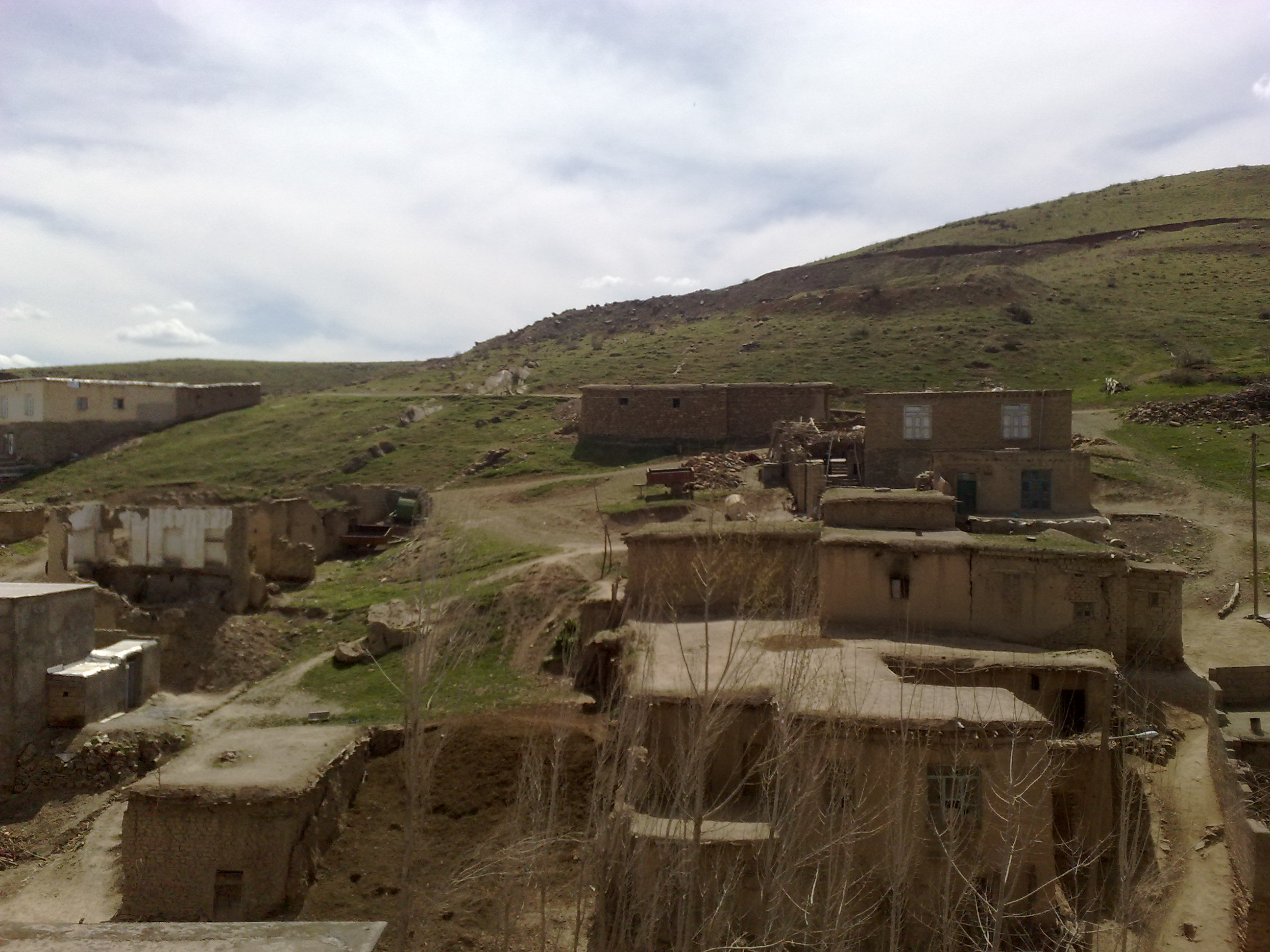
سنته قدیم
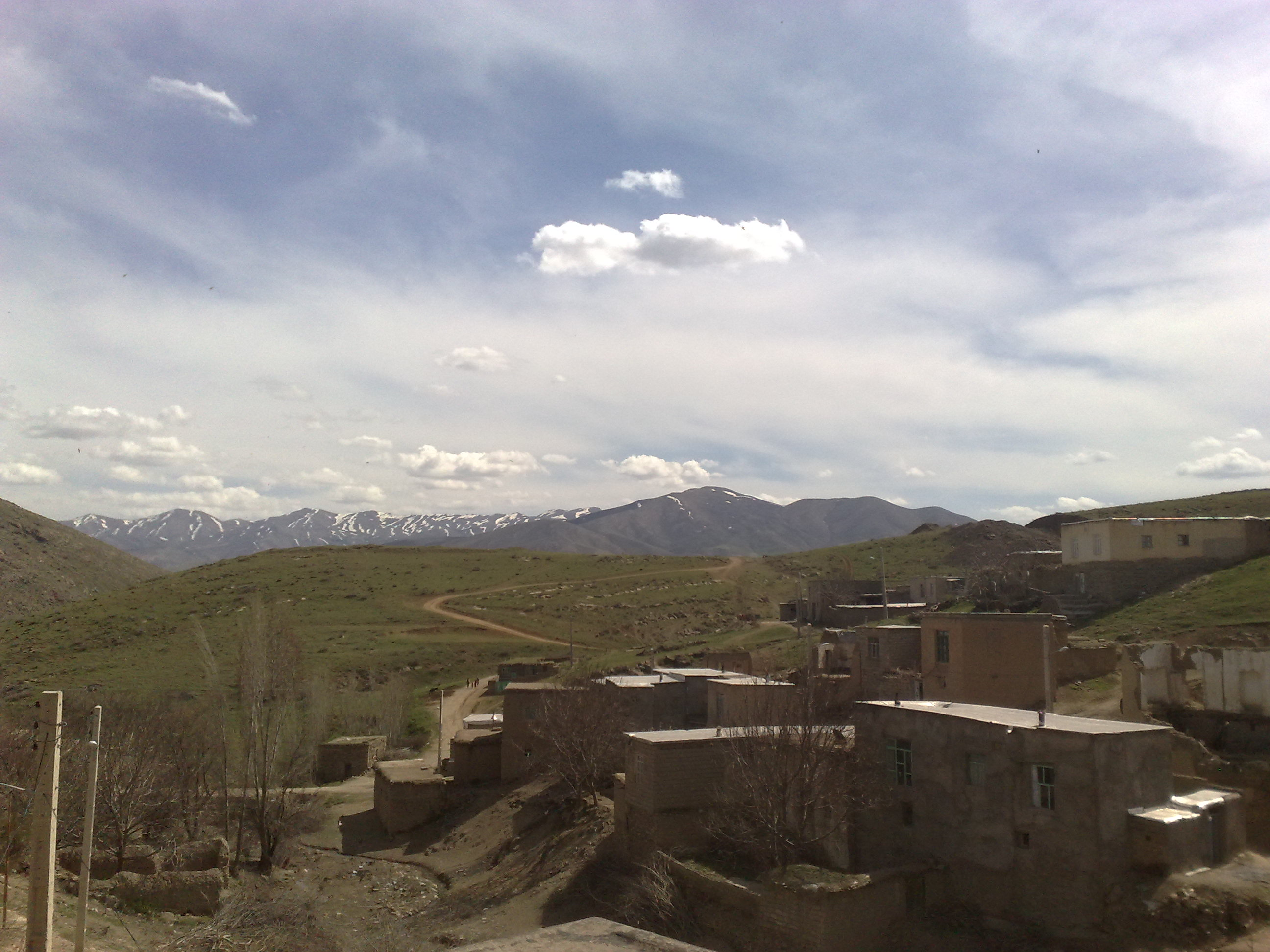
سنته قدیم
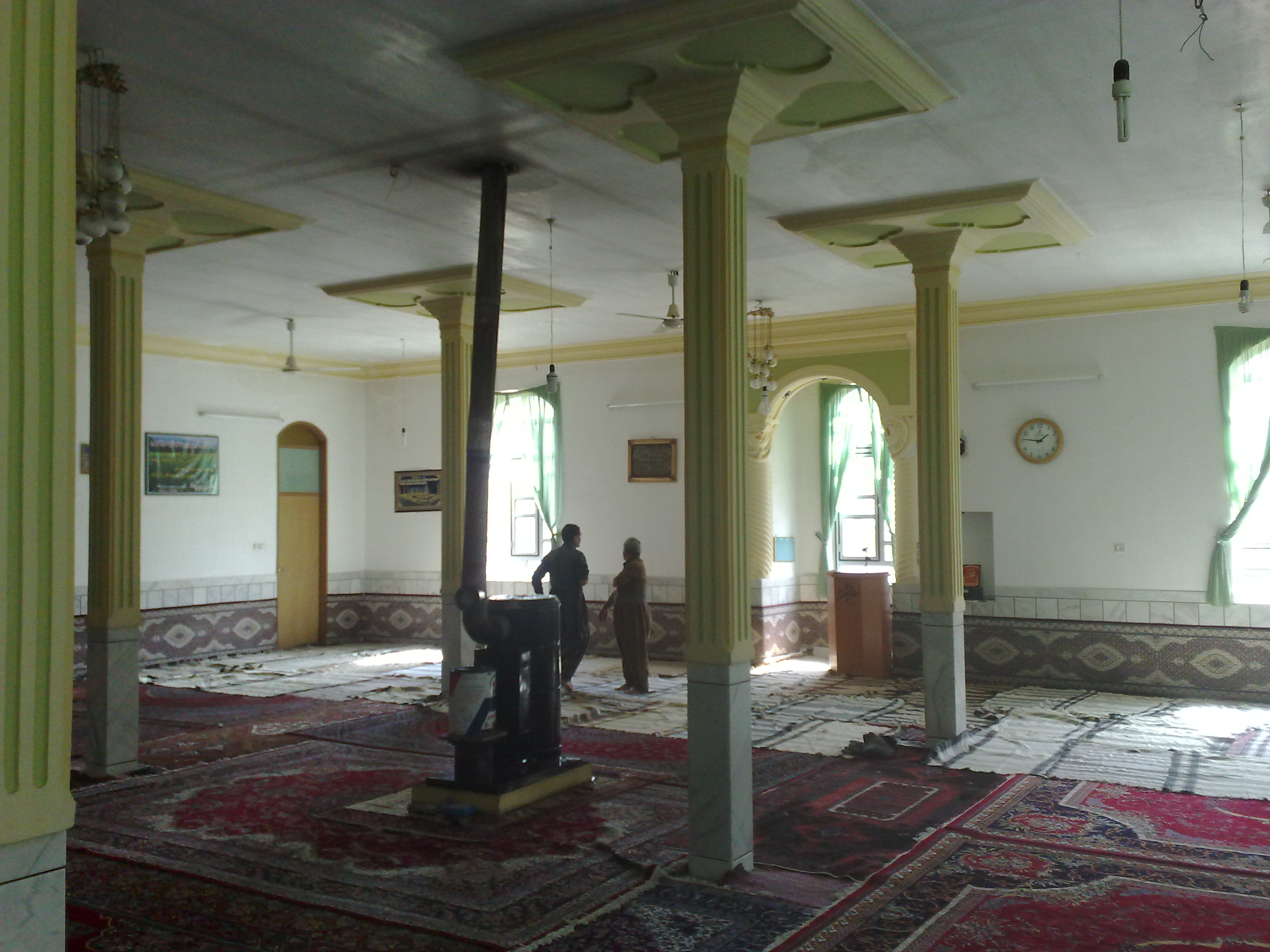
مسجد جامع سنته
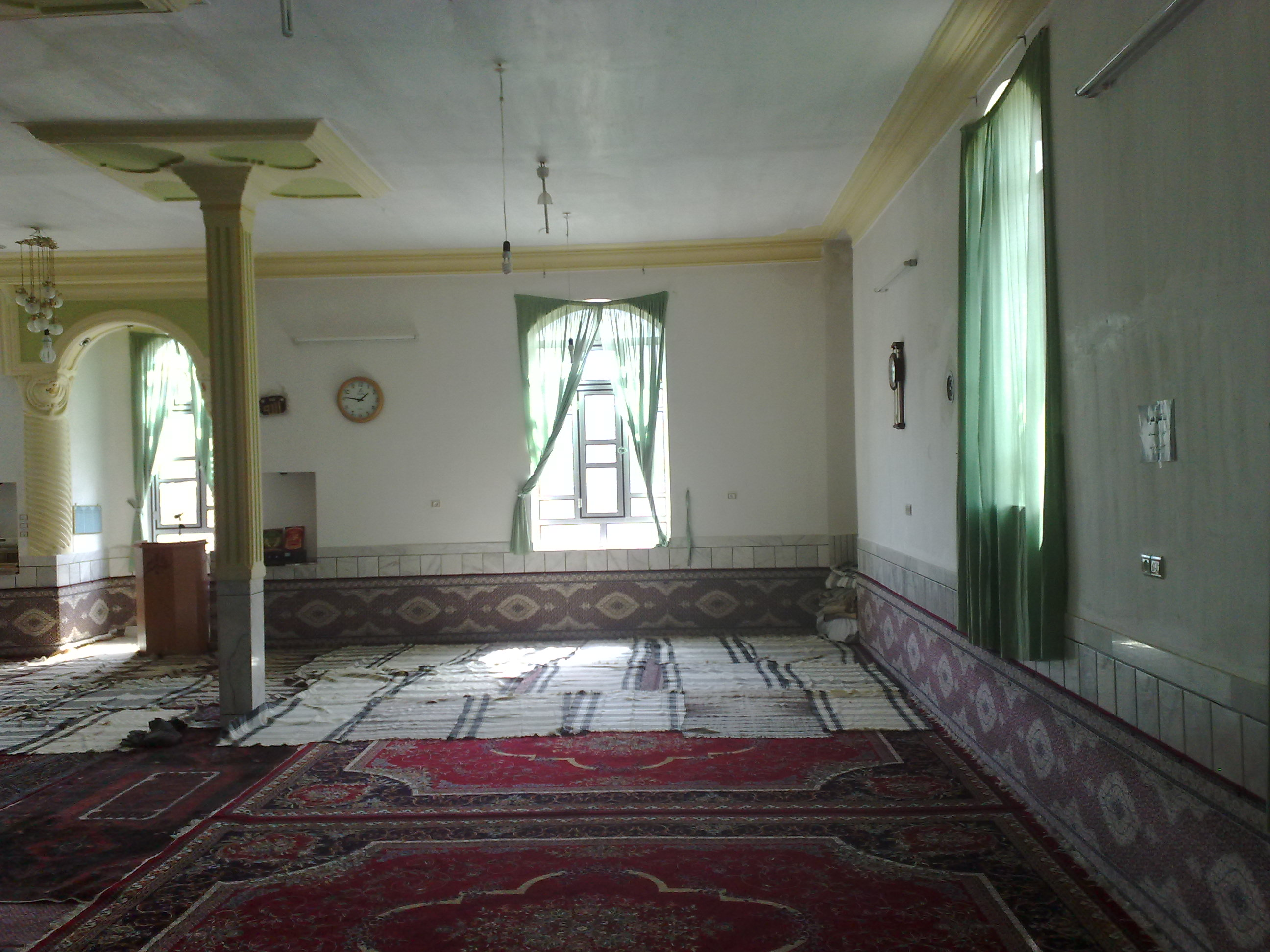
مسجد جامع سنته